# سلطانية (إيران)
سلطانية هي مدينة إيرانية تقع في محافظة زنجان.
كانت سلطانية عاصمة الدولة الإيلخانية في فترة 704 - 714 هـ / 1304 - 1314 م.

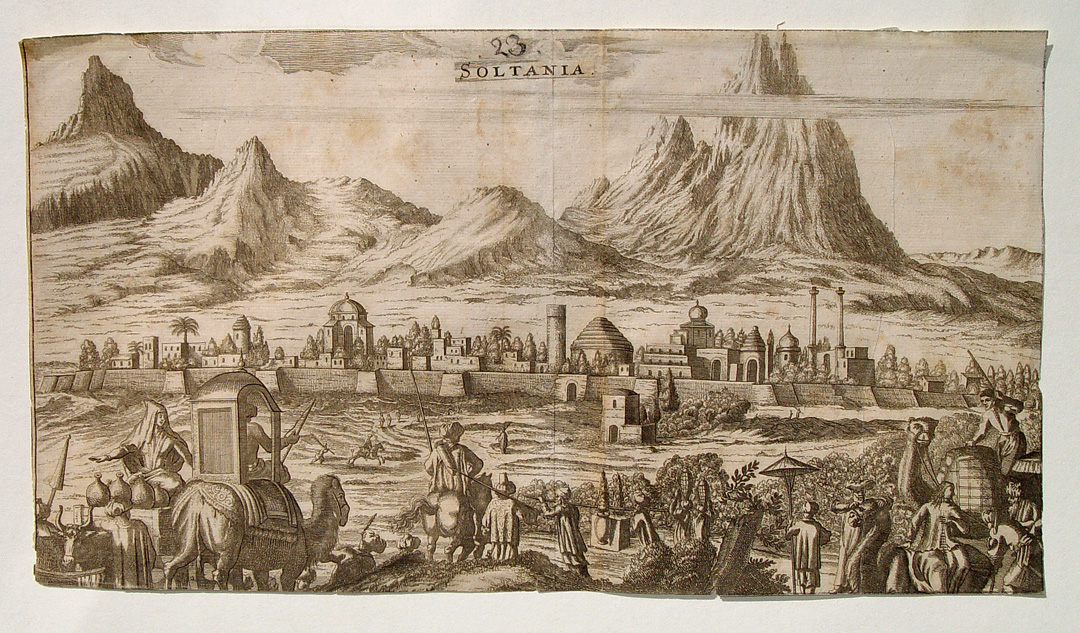
آدم أوليريوس سلطانية إيران - سهند آيس

يبلغ عدد سكانها 5,968 حسب احصاء عام 2006 م.

## أعلام
- أولوغ بيك
- محمد أولجايتو
- أبو سعيد بهادر خان